# 메린 던게이
메린 던지(Merrin Dungey, 1971년 8월 6일 ~ )는 미국의 배우이다.

## 출연 작품
- 컨빅션 (2016)
- 영국 남자처럼 사랑하는 법 (2015)
- 썸머랜드 (2004)
- 스카이 이즈 폴링 (2000)
- 딥 임팩트 (1998)

### 텔레비전
- 말콤네 좀 말려줘 (2000)
- 킹 오브 퀸즈 (1998)
- 앨리어스 시즌1 (2001)
- 프렌즈 (1994)